# Канифф, Тэйлор
Тэйлор Майкл Канифф (англ. Taylor Michael Caniff; род. 3 февраля 1996) — американская интернет-знаменитость, актер и рэпер, наиболее известный своими видео на YouTube и Vine.

## Карьера
Канифф начал свою карьеру, создав YouTube-канал в сентябре 2012 года. Он сразу приобрел много подписчиков на Twitter, Instagram и Vine. Вскоре после успешного начала карьеры, он присоединился к Magcon (Meet and Greet Convention) совместно с Нэшем Гриером, Кэмероном Далласом, Мэтью Эспиноса, Шоном Мендесом, Аароном Карпентером, Картером Рейнолдс, и Jack & Jack. Исходная группа Magcon была расформирована в 2014 (позже Кэмерон Даллас снова сформировал группу, однако на настоящий момент состав сильно отличается). В 2016 он начал принимать участие в турах нового Magcon, в который входили Аарон Карпентер, Кэмерон Даллас, Дилан Даюзат, Джейкоб Сарториас и другие интернет-знаменитости. В тот же год, Канифф участвовал в реалити-сериале на Netflix Chasing Cameron, в котором рассказывалось про тур.

## Награды и номинации
| Год  | Номинирован             | Награда             | Итог      |
| ---- | ----------------------- | ------------------- | --------- |
| 2016 | 2016 Teen Choice Awards | Choice — снэпчаттер | Номинация |